# العلاقات الإماراتية البنينية
العلاقات الإماراتية البنينية هي العلاقات الثنائية التي تجمع بين الإمارات العربية المتحدة وبنين.

## مقارنة بين البلدين
هذه مقارنة عامة ومرجعية للدولتين:
| وجه المقارنة                                              | الإمارات العربية المتحدة | بنين            |
| --------------------------------------------------------- | ------------------------ | --------------- |
| المساحة (كم2)                                             | 83.60 ألف                | 114.76 ألف      |
| عدد السكان (نسمة)                                         | 9.40 مليون               | 11.18 مليون     |
| الكثافة السكانية (ن./كم²)                                 | 112.44                   | 97.42           |
| العاصمة                                                   | أبو ظبي                  | بورتو نوفو      |
| اللغة الرسمية                                             | اللغة العربية            | لغة فرنسية      |
| العملة                                                    | درهم إماراتي             | فرنك غرب أفريقي |
| الناتج المحلي الإجمالي (بليون دولار)                      | 382.58 مليار             | 9.27 مليار      |
| الناتج المحلي الإجمالي (تعادل القوة الشرائية) بليون دولار | 640.72 مليار             | 22.38 مليار     |
| الناتج المحلي الإجمالي الاسمي للفرد دولار أمريكي          | 40.44 ألف                | 762             |
| الناتج المحلي الإجمالي للفرد دولار أمريكي                 | 67.67 ألف                | 2.03 ألف        |
| مؤشر التنمية البشرية                                      | 0.835                    | 0.480           |
| رمز المكالمات الدولي                                      | +971                     | +229            |
| رمز الإنترنت                                              | .ae، .امارات             | .bj             |
| المنطقة الزمنية                                           | ت ع م+04:00              | ت ع م+01:00     |

## منظمات دولية مشتركة
يشترك البلدان في عضوية مجموعة من المنظمات الدولية، منها:
| علم المنظمة | اسم المنظمة                               | تاريخ انضمام الإمارات العربية المتحدة | تاريخ انضمام بنين |
| ----------- | ----------------------------------------- | ------------------------------------- | ----------------- |
|             | مؤسسة التنمية الدولية                     | 23 ديسمبر 1981                        | 16 سبتمبر 1963    |
|             | يونسكو                                    | 20 أبريل 1972                         | 18 أكتوبر 1960    |
|             | وكالة ضمان الاستثمار متعدد الأطراف        | 20 أكتوبر 1993                        | 26 سبتمبر 1994    |
|             | الأمم المتحدة                             | 9 ديسمبر 1971                         | 20 سبتمبر 1960    |
|             | الاتحاد البريدي العالمي                   | ?                                     | ?                 |
|             | البنك الدولي للإنشاء والتعمير             | 22 سبتمبر 1972                        | 10 يوليو 1963     |
|             | منظمة التعاون الإسلامي                    | ?                                     | ?                 |
|             | منظمة حظر الأسلحة الكيميائية              | ?                                     | ?                 |
|             | الاتحاد الدولي للاتصالات                  | 27 يونيو 1972                         | 1961              |
|             | مؤسسة التمويل الدولية                     | 30 سبتمبر 1977                        | 5 فبراير 1987     |
|             | المركز الدولي لتسوية المنازعات الاستشارية | 22 يناير 1982                         | 14 أكتوبر 1966    |
|             | منظمة التجارة العالمية                    | ?                                     | ?                 |
|             | منظمة الشرطة الجنائية الدولية             | ?                                     | ?                 |
|             | البنك الإفريقي للتنمية                    | ?                                     | ?                 |

## وصلات خارجية
- موقع وزارة الخارجية الإماراتية
- موقع وزارة الخارجية البنينية